# Эберле, Джордан
Джо́рдан Э́берле (англ. Jordan Eberle; 15 мая 1990, Реджайна, Канада) — канадский хоккеист, правый нападающий и капитан клуба НХЛ «Сиэтл Кракен». В 2008 году был выбран на драфте под общим 22-м номером клубом «Эдмонтон Ойлерз».
В течение четырёх сезонов в WHL, играя за клуб «Реджина Пэтс», был признан лучшим игроком года Канадской хоккейной лиги (сезон 2009/10), в сезоне 2007/08 стал обладателем «Док Симэн Трофи», как самый техничный игрок года в WHL. Дважды входил в Первую сборную всех звёзд Востока в 2008 и 2010 годах.
В составе молодёжной сборной Канады по хоккею Эберле стал золотым призёром на чемпионате мира в 2009 году и серебряным призёром в 2010. Также в 2010 году был признан MVP и лучшим нападающим турнира. На двух молодёжных чемпионатах мира суммарно набрал 26 очков, что является вторым результатом среди канадских хоккеистов за всю историю.
Чемпион мира 2015 года в составе сборной Канады, при этом выступал на 6 чемпионатах мира.

## Юниорская карьера
Эберле дебютировал в WHL в сезоне 2006/07 и по его итогам набрал 55 очков и забил 28 шайб — лучший результат новичка команды. Две шайбы и семь очков он набрал в шести играх против «Свифт Корриент Брокос» в первом раунде плей-офф WHL. Но из-за болезни Эберле полностью пропустил второй раунд против «Медисин-Хат Тайгерс».
В начале второго своего сезона в WHL Эберле стал игроком месяца (октябрь 2007 года), забросив 16 шайб и набрав 26 очков в 16 играх за Пэтс. Пропустив в начале сезона две игры из-за острого тонзиллита, в первой же игре (против «Мус-Джо Уорриорз») после своего возвращения Эберле сделал хет-трик. В составе сборной WHL участвовал в турнире Subway Super Series в ноябре 2007 года.

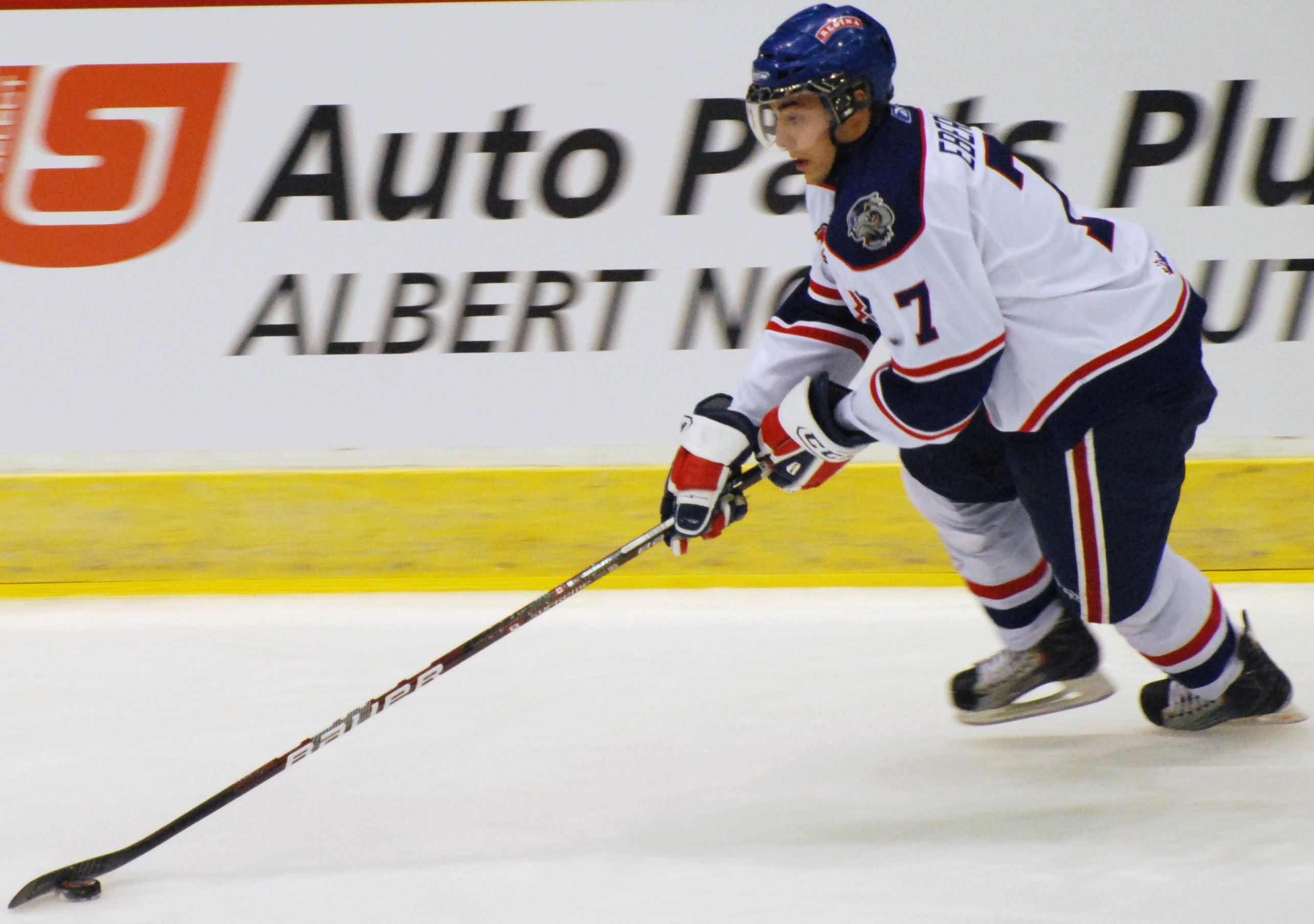
Джордан Эберле в сезоне 2009-10

Эберле завершил сезон 2007/08 с результатом в 42 шайбы и 75 очков, таким образом став самым результативным игроком своей команды. Его 42 шайбы составили одну пятую от всего количества голов, забитых в сезоне командой «Реджайна Пэтс». По этому показателю Эберле занял четвёртое место среди всех игроков WHL, разделив его вместе с Дрейсоном Боуманом из команды «Спокан Чифс». По итогам сезона Джордан был выбран в Первую сборную всех звёзд востока WHL и получил «Док Симэн Трофи» как самый техничный игрок WHL по итогам года.
Эберле начал сезон 2007/08, занимая седьмое место среди игроков WHL в предварительных рейтингах Центрального скаутского бюро НХЛ. В середине сезона он занимал 24-е место среди всех игроков юношеских хоккейных лиг Северной Америки, но в окончательных рейтингах опустился на 33-е место. На драфте НХЛ 2008 года Эберле был выбран в 1-м раунде под общим 22-м номером командой «Эдмонтон Ойлерз». Джордан с детства был поклонником данной команды и в интервью после драфта сказал: «Если бы у меня было право выбора, я бы выбрал „Ойлерз“».
В 2008 году Эберле в составе сборной WHL во второй раз принял участие в турнире Subway Super Series. После завершения сезона 2008/09 с лучшим результатом в команде (74 очка в 61 игре) Джордан подписал трёхлетний контракт начального уровня с «Эдмонтоном» 23 марта 2009 года.
В 2009 году Эберле проходил предсезонную подготовку в тренировочном лагере «Ойлерз», но не смог пробиться в основной состав команды. 27 сентября он вернулся в расположение клуба «Реджайна Пэтс» и затем в 12 играх набрал 25 очков. По итогам сентября и октября он был признан лучшим игроком WHL. В 2009 году он в третий раз играл за сборную WHL на турнире Subway Super Series и на этот раз был ассистентом капитана — своего одноклубника Колтена Теуберта. Эберле завершил сезон 2009/10 на втором месте в списке бомбардиров. Форвард набрал 106 очков в 57 играх (на одно меньше чем у Брэндона Козуна, игрока клуба «Калгари Хитмен») и был вторично выбран в Первую сборную всех звёзд востока WHL. Также Джордан стал первым игроком клуба «Реджайна Пэтс», который забил 50 шайб и набрал более 100 очков со времён Рональда Петровицки в сезоне 1997/98.
Эберле завершил свою карьеру в «Пэтс» на седьмом месте в списке самых результативных игроков с результатом в 155 шайб и 310 очков. По итогам сезона он был признан лучшим игроком, наиболее спортивным игроком и наиболее популярным игроком клуба. Несмотря на то, что клуб «Реджайна Пэтс» не смог выиграть каких-либо трофеев, Эберле был удостоен «Фоур Бронкос Мемориал Трофи» как лучший хоккеист Западной хоккейной лиги, обойдя претендента от Западной конференции Крейга Каннингема, игрока клуба «Ванкувер Джайэнтз». Позже Джордан был также признан Лучшим игроком года Канадской хоккейной лиги, обойдя претендентов от Хоккейной лиги Онтарио (Тайлер Сегин) и Главной юниорской хоккейной лиги Квебека (QMJHL) (Майкл Хоффман). Эберле стал третьим игроком «Реджайны» после Эда Станевски (сезон 1974/75 лиги WCHL) и Дага Уикенхайзера (сезон 1979/80 лиги WHL), которому удалось завоевать этот трофей.

## Карьера в НХЛ

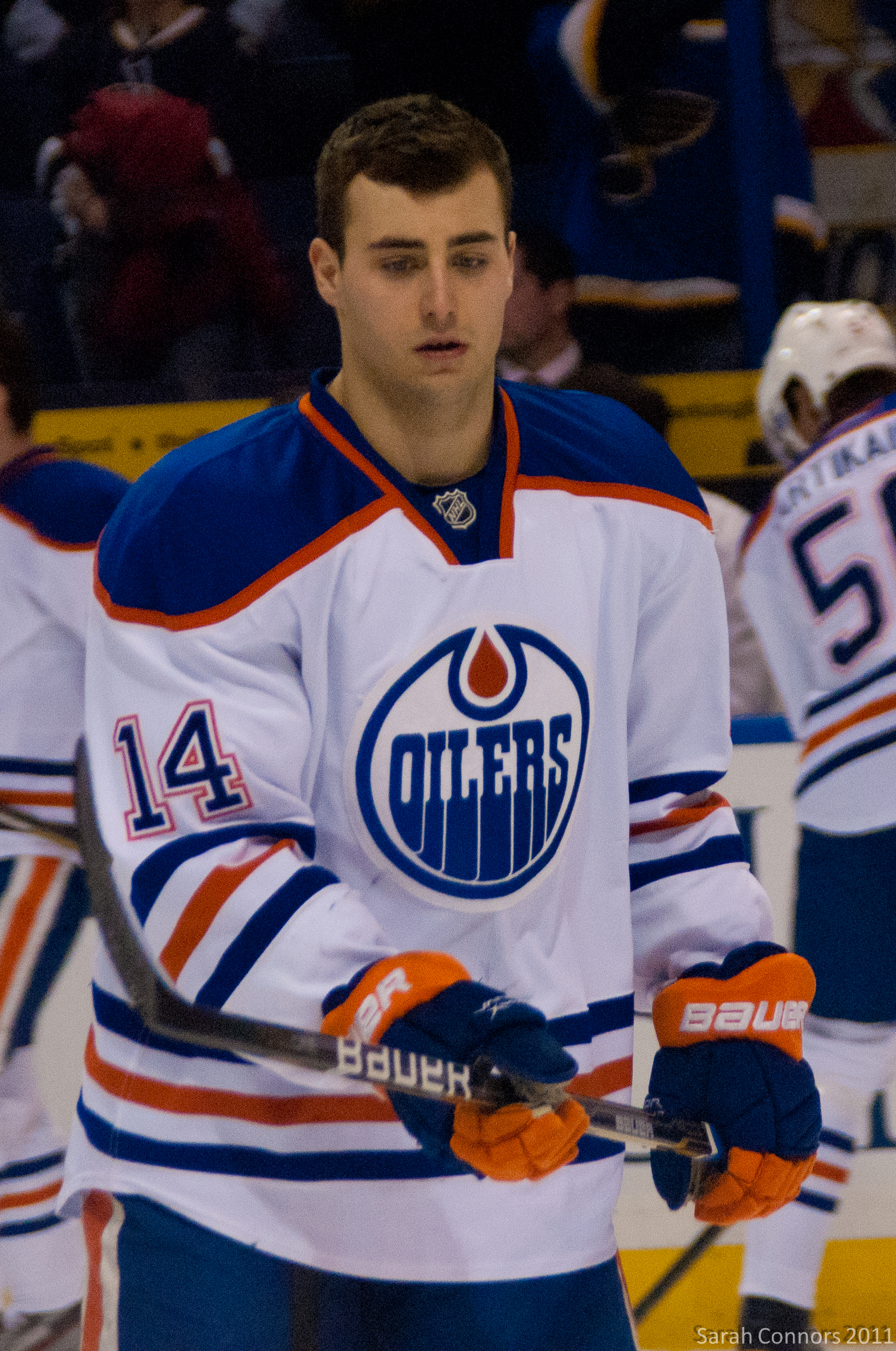
Эберле в составе «Эдмонтон Ойлерз» в 2012 году

Вскоре после подписания контракта с «Ойлерз» в 2009 году Эберле стал выступать в составе их фарм-клуба, «Спрингфилд Фэлконс», в Американской хоккейной лиге. Забил первый гол в профессиональной карьере в своей третьей игре за «Фэлконс», 29 марта 2009 года, против «Портленд Пайретс». В этой игре «Спрингфилд» уступил со счётом 3:4. В девяти играх за «Фэлконс» Эберле забил 3 шайбы и набрал 9 очков. Джордан снова присоединился к команде по окончании сезона 2009/10 в WHL. В последних 11 играх регулярного сезона AHL он забил 6 шайб и набрал 14 очков.
7 октября 2010 года Эберле дебютировал в составе «Эдмонтон Ойлерз» в игре против «Калгари Флэймз». В этой игре он забил свой первый гол в играх НХЛ, реализовав выход 2 в 1 против защитника Йана Уайта и затем обыграв голкипера «Флэймз» Миикку Кипрусоффа. Этот гол позже был выбран болельщиками лучшим в году на странице лиги в Facebook, а матч был признан игрой года в голосовании на сайте спортивного канала The Sports Network (TSN). В этой же игре Джордан отдал результативную передачу при игре в большинстве, нанеся бросок, после которого шайба отскочила от ног игрока «Ойлерз» Шона Хоркоффа в ворота. Матч завершился победой «нефтяников» со счётом 4:0, а Эберле был признан первой звездой встречи. 1 января 2011 года Джордан в игре против «Калгари» получил растяжение связок лодыжки после столкновения с Алешем Коталиком. Пропустив 13 игр из-за травмы, Эберле вернулся в строй лишь в начале февраля. 5 апреля во время игры против «Ванкувера» Эберле получил удар в голову от нападающего «Кэнакс» Раффи Торреса. Несмотря на то, что Джордан не получил травмы, Торрес был дисквалифицирован на 4 игры. Эберле завершил свой дебютный сезон с 43 очками (18 голов и 25 передач), что стало лучшим результатом в команде и шестым результатом среди всех новичков лиги.
В сезоне 2011/12 набрал 76 очков и стал лучшим бомбардиром команды, причём отрыв от Тэйлора Холла, ставшего вторым, составил 23 очка.. Был выбран на Матч всех звёзд НХЛ 2012 года в команду Здено Хары, в игре отметился результативной передачей.
В августе 2012 года подписал 6-летний контракт с «Эдмонтоном» на 36 млн, который вступил в действие с сезона 2013/14.
На период локаута в НХЛ в 2012 году выступал в АХЛ в «Оклахома-Сити Баронс», набрав 51 очко в 34 встречах. После окончания локаута вернулся в «Эдмонтон» и набрал 37 очков, сыграв во всех матчах сезона. Стал 3-м бомбардиром команды после Холла (50 очков) и Сэма Ганье (38).
В сезоне 2013/14 стал вторым бомбардиром «Нефтяников» после Холла, а в сезоне 2014/15 — лучшим (63 очка).
В начале регулярного чемпионата 2015/16 Эберле получил травму плеча и пропустил чуть более месяца. 12 февраля во встрече с «Торонто» оформил первый хет-трик в НХЛ.
В сезоне 2016/17 Эберле впервые в карьере за «Ойлерз» попал в плей-офф Кубка Стэнли. Джордан с 51 очком стал третьим бомбардиром команды после Макдэвида (100 очков) и Леона Драйзайтля (77). Однако в 13 матчах в плей-офф Эберле отдал лишь 2 результативные передачи, не забросив ни одной шайбы.
Во многом из-за неудачной игры в плей-офф 22 июня был обменян в «Нью-Йорк Айлендерс» на Райана Строма. В первом сезоне за «Айлендерс» играл во 2 звене, чаще всего с Мэтью Барзалом, и набрал 59 очков.

## Международная карьера

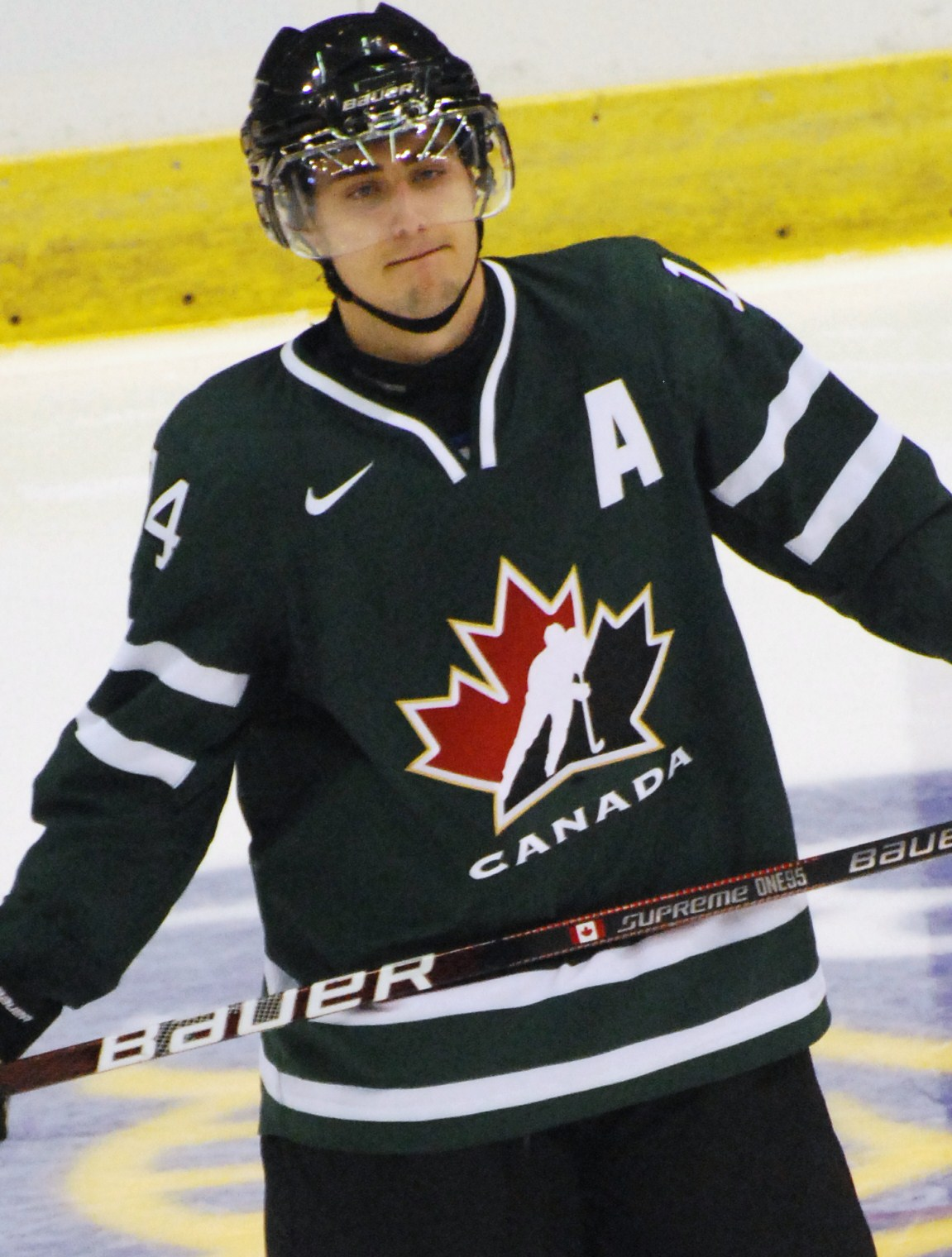
Джордан Эберле на Чемпионате мира по хоккею с шайбой среди молодёжных команд в 2010 году

Эберле представлял Альберту на хоккейном турнире в рамках Канадских игр 2007 года в Уайтхорсе, Юкон. В игре за третье место против команды Британской Колумбии, завершившейся победой сборной Альберты со счётом 4:3, он забил две шайбы и отдал одну результативную передачу. Джордан завершил турнир с шестью голами и пятью результативными передачами в пяти играх. Несколько месяцев спустя Эберле принял участие в турнире Мемориал Ивана Глинки 2007, по итогам которого юниорская сборная Канады осталась без медалей.
В 2008 году Джордан был включён в состав сборной Канады на чемпионат мира по хоккею среди юниорских команд, который проходил в России. В первой же игре турнира против команды Германии, завершившейся победой Канады со счётом 9:2, Эберле стал автором двух шайб и был признан лучшим игроком матча. В финальной игре против России Эберле забил две шайбы, а сборная Канады одержала победу со счётом 8:0 и, таким образом, впервые за пять лет выиграла турнир. По итогам чемпионата Джордан с 10 очками занял второе место среди наиболее результативных игроков, уступив первую строчку партнёру по команде Коди Ходжсону.
Во время своего третьего сезона в WHL Эберле был выбран в состав сборной Канады на чемпионат мира по хоккею с шайбой среди молодёжных команд 2009 года, проходивший в Оттаве. По итогам полуфинальной игры против России, завершившейся победой Канады со счётом 6:5, был признан лучшим игроком матча. За 5,4 секунды до конца основного времени Эберле забил гол и перевёл игру в овертайм, а затем в серии буллитов реализовал свою попытку. В финале чемпионата Канада одолела Швецию со счётом 5:1 и завоевала золотые медали пятый раз подряд. Эберле был назван в числе трёх лучших игроков своей сборной. По итогам турнира Джордан занял третье место в списке бомбардиров с результатом в 6 шайб и 7 передач.
В следующем году Эберле был снова вызван в молодёжную сборную для участия в очередном чемпионате мира, который на этот раз проходил в его родном городе, Реджайне. Джордан был выбран ассистентом капитана сборной Канады Патриса Кормье. Другими ассистентами являлись Колтен Теуберт, Алекс Пьетранджело и Стефан Делла Ровере. По итогам игры против Швейцарии (победа Канады со счётом 6:0), Эберле набрал 4 очка (1 гол, 3 передачи) и был признан лучшим игроком матча. В игре против сборной США на предварительном этапе турнира Эберле забил два гола и реализовал послематчевый буллит и был во второй раз признан лучшим игроком матча. В финале Канада снова встретилась со сборной США. За три минуты до конца основного времени Канада проигрывала со счётом 3:5, однако благодаря дублю Эберле, перевела встречу в овертайм, в котором тем не менее проиграла и завоевала серебряные медали. По итогам турнира Эберле наряду с шведом Анде Петерссоном стал лучшим по количеству забитых шайб и уступил одно очко в списке бомбардиров Дереку Степану, ставшему лидером. Джордан был признан лучшим нападающим и самым ценным игроком турнира.. Также он был выбран в символическую сборную турнира и стал одним из трёх лучших игроков сборной Канады на этом турнире.
16 апреля 2010 года Эберле был впервые вызван во взрослую сборную Канады по хоккею как запасной игрок на чемпионат мира 2010 года, проходивший в Германии. После того, как Райан Смит и Стивен Стэмкос получили травмы в играх предварительного этапа, он был переведён в основной состав и сыграл в матче против Норвегии 14 мая 2010 года. В этом матче Эберле забил гол и отдал результативную передачу а Канада одержала победу со счётом 12:0. В последующих трёх играх Джордан не набрал ни одного очка. По итогам турнира сборная Канады заняла только седьмое место, уступив сборной России в четвертьфинале.
В 2011 году, после завершения своего дебютного сезона в НХЛ, Эберле принял участие в своём втором чемпионате мира, проходившем в Словакии. Во время предварительного этапа Эберле забил гол в игре против сборной Швейцарии и был признан лучшим игроком матча. В игре против сборной США во время квалификационного раунда Эберле реализовал свою попытку в серии послематчевых буллитов, сборная Канады одержала победу со счётом 4:3. Канада заняла первое место в своей группе, но, как и год назад, уступила в четвертьфинале сборной России со счётом 1:2. По итогам турнира Эберле с 4 шайбами занял второе место среди бомбардиров своей команды (первым был Джон Таварес).
Эберле вызывался в сборную на чемпионаты мира 2012 и 2013 годов, на которых Канада вновь вылетала в 1/4 финала от сборных Словакии и Швеции соответственно, причём в 2013 году Джордан в 8 играх не забросил ни одной шайбы.
Первую награду на взрослом уровне завоевал на чемпионате мира 2015 года, сразу получив золотую медаль. На турнире набрал 13 очков, став вторым бомбардиром чемпионата после Джейсона Спеццы с 14 очками. В каждом матче плей-офф отдал по результативной передачи, в том числе в финале против сборной России, завершившемся разгромной победой сборной Канады со счётом 6:1.

## Личная жизнь
Джордан родился в семье Даррена и Лизы Эберле в Реджайне, Саскачеван. Отец познакомил его с хоккеем и тренировал его во время выступлений в детских хоккейных командах. У Эберле есть две сестры, Эшли и Уитни, и младший брат, Дастин. Джордан учился в школе при колледже Athol Murray College of Notre Dame в Уилкоксе, Саскачеван. Когда Эберле было 14 лет, его семья переехала в Калгари, Альберта. Джордан возвратился в Реджайну, когда начал играть за клуб «Реджайна Пэтс» и продолжил своё обучение в школе Archbishop M.C. O’Neill. В июне 2008 года он окончил школу Bishop O’Byrne в Калгари.
У Эберле есть двоюродный брат, Дэрек Эберле, который также играл за клуб «Реджайна Пэтс» в период с 1990 по 1993 годы. Брат Джордана, Дастин, был также выбран «Пэтс» в 12-м раунде под общим 248-м номером на драфте WHL 2007 года.

## Статистика
| Легенда | Легенда                    | Легенда | Легенда                   | Легенда | Легенда    |
| ------- | -------------------------- | ------- | ------------------------- | ------- | ---------- |
| И       | Количество проведённых игр | Штр     | Штрафное время            | +/−     | Плюс-минус |
| Г       | Голы                       | П       | Голевые передачи          | О       | Очки       |
| -       | Статистика неизвестна      | —       | Статистика не учитывалась |         |            |

## Награды и достижения

### Личные
| Игрок месяца в WHL                             | Октябрь 2007 Октябрь 2009 |
| Первая сборная всех звёзд Востока WHL          | 2008, 2010                |
| Дэрил Кей (Док) Симэн Трофи                    | 2008                      |
| Фоур Бронкос Мемориал Трофи (Игрок года в WHL) | 2010                      |
| Лучший игрок года Канадской хоккейной лиги     | 2008                      |

### Командные
| Лучший игрок матча                        | Полуфинал против России, 2009 Матч на групповом этапе против Швейцарии, 2010 Матч на групповом этапе против США, 2010 Финал против США, 2010 |
| Три лучших хоккеиста Канады по итогам МЧМ | 2009, 2010 |
| Символическая сборная турнира             | 2010 |
| Лучший нападающий                         | 2010 |
| Самый ценный игрок                        | 2010 |
| Лучший игрок матча                        | Квалификационный раунд, матч против Норвегии, 2010 Предварительный этап, матч против Швейцарии, 2011                                         |